# Neuville-Saint-Amand
 Neuville-Saint-Amand  là một xã ở tỉnh Aisne, vùng Hauts-de-France thuộc miền bắc nước Pháp.